# Krzysztof Tomalski
Krzysztof Tomalski (ur. 1963 w Gorlicach) – polski artysta malarz, grafik, profesor sztuk plastycznych.

## Życiorys
Absolwent Państwowego Liceum Sztuk Plastycznych im. Antoniego Kenara w Zakopanem. W latach 1983–1989 studiował na Wydziale Grafiki Akademii Sztuk Pięknych im. Jana Matejki w Krakowie. Dyplom z wyróżnieniem uzyskał w Pracowni Miedziorytu pod kierunkiem prof. Stanisława Wejmana. Doktoryzował się w 1997, natomiast stopień doktora habilitowanego uzyskał w 2006. W 2013 otrzymał tytuł profesora sztuk plastycznych.
Od 1989 zawodowo związany z Pracownią Miedziorytu na uczelni macierzystej. W kadencjach 2008–2012 i 2012–2016 pełnił funkcję dziekana Wydziału Grafiki ASP w Krakowie.
Stworzył kilkanaście cykli graficznych w technikach akwaforty, linorytu i we własnych technikach wklęsłodrukowych (tłustym odprysku, tincie piaskowej, alintaglio), prezentując je na ponad 30 wystawach indywidualnych w kraju i za granicą. Uczestniczył w ponad 300 wystawach zbiorowych, w tym międzynarodowych o charakterze konkursowym. Otrzymał ponad 20 nagród i wyróżnień.
W latach 2009–2013 był członkiem zarządu Stowarzyszenia Międzynarodowe Triennale Grafiki w Krakowie.